# Exposed (musikalbum av Chanté Moore)
Exposed är det fjärde studioalbumet av den amerikanska sångaren Chanté Moore. Albumet gavs ut av Silas och MCA 14 november 2000. Året innan hade Moore fått sin första topp tio-hit på den amerikanska mainstream-listan Billboard Hot 100 med "Chanté's Got a Man" från albumet This Moment Is Mine (1999). MCA ville snabbt få fram en albumuppföljare efter framgången då Moore dessförinnan haft svårigheter att slå igenom för en bredare publik. Moore spelade in Exposed från januari till augusti år 2000 med Jermaine Dupri som chefsproducent för projektet. Ytterligare produktion kom från Jimmy Jam & Terry Lewis, Tricky Stewart och Tim & Bob. 
Konceptuellt influerades albumets sound och låttexter av Moores skilsmässa från skådespelaren Kadeem Hardison. Till skillnad från hennes tidigare musik i genren quiet storm utgjordes kompositionerna nu av modernare R&B med trendiga hiphop-antydningar. Texterna beskrev otrohet, svek och bitterhet men även kvinnlig egenmakt och självsäkerhet. Vid utgivningen mottog Exposed generellt positiv kritik från musikjournalister. Hennes sångröst berömdes medan låtarna ansågs visa på en större "mångsidighet" som artist. 
Exposed gick in på plats 50 på den amerikanska albumlistan Billboard 200. Den blev hennes andra topp tio-album i karriären på förgreningslistan Top R&B/Hip-Hop Albums. Två singlar släpptes från Exposed. Huvudsingeln "Straight Up" gavs enbart ut till radio i USA. Den blev Moores första singel att gå in på den Europeiska topplistan European Hot 100 Singles där den nådde plats 28. Den blev som mest populär i Storbritannien där den nådde elfte- respektive andraplatsen på UK Singles Chart och UK R&B Singles. Albumets andra singel blev balladen "Bitter" som genererade uppmärksamhet och kontrovers till följd av användningen av ordet "nigger" som upprepas under refrängen. Låten blev Moores andra topp tio-hit i karriären på amerikanska R&B-listan Adult R&B Songs. Albumets tredje och sista singel "Take Care of Me" med rapparen Da Brat släpptes som en promosingel i Europa.

## Bakgrund och inspelning
Den amerikanska sångaren Chanté Moore släppte sitt debutalbum Precious år 1992. Albumet var framgångsrikt på R&B-marknaden och mottog ett guldcertifikat av Recording Industry Association of America (RIAA). Moore hade fortsatta framgångar med singlarna "Love's Taken Over", "It's Alright" och "Old School Lovin" som nådde topp-tjugo på amerikanska R&B-listan. Trots framgångarna hade Moore svårt att få genomslag på mainstream-marknaden. År 1999 såg turen ut att vända med hennes tredje studioalbum This Moment Is Mine som genererade "Chanté's Got a Man" som blev en topp tio-hit på amerikanska mainstreamlistan Billboard Hot 100. Efter framgångarna ville Moores skivbolag få fram en albumuppföljare inom 18 månader. Om framgångarna kommenterade Moore till Billboard i oktober år 2000:

"Utan tvekan öppnade 'Chanté's Got a Man' många dörrar för mig. Jag har varit efterfrågad sedan dess. Jag är redo att jobba och redo att skapa mer musik."

Moore spelade in Exposed från januari till augusti år 2000 vilket blev hennes snabbaste inspelningsprocess för ett studioalbum. Moore skrev sju av albumets spår. En mängd producenter anlitades för projektet, flera som Moore aldrig jobbat med tidigare. Jermaine Dupri blev chefsproducent medan ytterligare produktion kom från Jimmy Jam & Terry Lewis, Colin Morrison, Donnie Scantz, Laney Stewart, Tricky Stewart och Tim & Bob.

## Komposition och stil
Under 1990-talet beskrevs Moore som ett mellanting av Sade och Mary J. Blige och, enligt Vibe Magazine, en "drottning" av genren quiet storm. Exposed blev en noterbar stiländring för Moore som under skapandet befann sig i en skilsmässa med skådespelaren Kadeem Hardison. Trots att albumet innehåller några ballader ligger tonvikten på "råare" hiphop-influerade kompositioner. Moore hade för avsikt att ändra sin tidigare sofistikerade stil till ett ungdomligare och sexigare uttryck, för att konkurrera med andra kvinnliga R&B-artister som Toni Braxton och Mýa.Om stiländringen kommenterade Moore till Billboard:

"Låtarna är mer aggressiva för jag är i en fas i livet där jag vet vad jag vill. Dom är inte sockrade; dom är mer ärliga och rakt på sak. Med det här albumet ville jag diskutera det grundläggande. Det handlar om det bittra och om det vackra med kärlek. Mina andra album handlade mer om det vackra. Men ibland måste saker få göra ont."

RandBeing beskrev Exposed som en "throwback" till 1970-talssoul och artister som Angela Bofill och Deniece Williams. Tidskriften Curve ansåg att albumets R&B-groove påminde om Janet Jacksons musik på 1980-talet men hade samma "coolhetsfaktor" som musik med Destiny's Child. Albumet inleds med den "melodiösa" Dupri-kompositionen "Straight Up", ett "dansnummer" med lätta hiphop-antydningar där Moores röst beskrevs som "förtrollande". Billboard beskrev den som "dansant" och "radiovänlig". Tim & Bob-kompositionen "Take Care of Me" gästas av den kvinnliga rapparen Da Brat och jämfördes med Paula Abduls klubblåtar under 1980-talet. "I'm Keeping You" och "Train of Thought" är långsamma slow jams där Moore "flexar" sitt röstomfång. "Better Than Making Love" beskrevs av Ebony Magazine som "silkeslen".

## Teman och textanalys
Exposed utforskar flera olika ämnen, men återkommande under albumets speltid är otrohet och hur Moore förhåller sig till den. Andra låttexter rör sig kring svek, hjärtekross och kvinnlig egenmakt med självsäkerhet och sensualitet. Enligt Moore reflekterade innehållet på albumet en större och mera rättvis bild av henne själv jämfört med hennes musik på 1990-talet. Charlotte Robinson från Pop Matters ansåg att Moore, med ovanlig "ärlighet", gjorde ett lyckat försök att beskriva komplexiteten bakom otrohet och inte gick den lätta vägen att "fördöma" sin manliga partner. På "I'm Keeping You" sjunger Moore om sin partners otrohet. Robinson noterade att Moore istället för att vara arg eller misströstande, förhöll sig ångerfull, hoppfull och förlåtande. Robinson ansåg att låttexten: "There’s so much between us/ and I’ve been compromised — you have my forgiveness/ One night of love won’t make it right/ But let’s start somewhere" visade att hon inte var naiv utan realistisk och hoppfull inför situationen. På "Bitter" kombineras konventionellt "manshatande" med musik från en traditionell kärleksballad och "humoristisk" låttext. Enligt Moore beskriver texten "det verkliga livet och vad som händer vid en skilsmässa". Textens formuleringar påminner om Minnie Ripertons låttexter. Under låtens gång tilltalar Moore sitt ex med ordet nigger, vilket genererade uppmärksamhet och var en skarp kontrast till hennes sofistikerade låtar på 1990-talet. "Love's Still Alright" handlar om att vara sårbar efter ett uppbrott.

## Utgivning och marknadsföring
"Jag känner mig till freds med det faktum att jag inte har ett platina-album än. Jag tror inte att jag har missat min chans, tidigare var jag inte riktigt förberedd. Nu är jag redo."
Exposed släpptes i USA, Kanada och Japan 14 november år 2000. Albumet släpptes i Europa i mars år 2001 och den utgåvan innehöll ett bonusspår. Inför utgivningen av Exposed ville MCA visa upp Moores "mångsidighet" som artist. Skivbolagets marknadsföringsansvariga Cassandra Ware kommenterade till Billboard: "Vi började förbereda för det här studioalbumet redan med '[Chanté's Got A] Man'. Vi insåg att det fanns fler sidor av Chanté som inte visats tidigare. Vi hade långa diskussioner med henne om att ta det hela mot en ny riktning." Ware menade att när Moore kom ut med debutalbumet porträtterades hon mer vuxet än hon egentligen var i musiken och imagen. Ware sammanfattade: "Nu vill vi visa mångsidighet. Det kommer att synas i det yttre och albumets visuella del. Det här projektet kommer att visa mer musikaliskt och visuellt." Den 8–26 augusti år 2000 begav sig Moore ut på en "fullskalig" PR-turné till radiostationer, återförsäljare och press i flera amerikanska städer. I Europa fokuserade MCA på Storbritannien, Frankrike, Tyskland och Italien och Moore besökte länderna för att marknadsföra albumet år 2001.
"Straight Up" lanserades som albumets huvudsingel och skickades till contemporary hit radio den 6 oktober 2001. MCA gav aldrig ut låten kommersiellt i USA utan endast som en radiosingel, men vinylskivor gjordes tillgängliga för diskjockeyer och nattklubbar. I Europa släpptes låten till radio i januari och kommersiellt i februari år 2001. "Straight Up" blev Moores första hitlåt i Europa och nådde plats 28 på European Hot 100 Singles i april 2001. Framgångsrikast var låten i Storbritannien där den nådde elfteplatsen på UK Singles Chart och andraplatsen på förgreningslistan UK R&B Singles. Moore hade små framgångar i sitt hemland där "Straight Up" som högst nådde plats 83 på Billboard Hot 100. Den presterade bättre på R&B-listan Hot R&B/Hip-Hop Songs där den nådde plats 23. Musikvideon till singeln regisserades av Bille Woodruff där Moore hade en "trendigare" och mer sensuell framtoning än tidigare. "Bitter" släpptes som albumets andra singel. Användningen av ordet "nigger" togs bort ur radioversionen. En ytterligare version bytte ut ordet till "mister". Låten nådde som bäst plats 55 på amerikanska R&B-listan och tiondeplatsen på radiolistan Adult R&B Airplay. 
"Take Care of Me" släpptes som en promosingel i Europa år 2001.

## Mottagande
Vid utgivningen mottog Exposed främst positiva recensioner från musikkritiker. På Metacritic som sammanställer ett medelbetyg baserat på flera recensioner, gav albumet 66 av 100, vilket indikerar "generellt positiv kritik". Steve Kurutz från Allmusic berömde Moores sångtalang. Han ansåg att hennes sångstil påminde om Toni Braxtons med Janet Jacksons mjuka sårbarhet. Kurutz ansåg att Moore besatt förmågan att leverera känslor vilket gav kompositionerna "autenticitet". Kurutz ansåg att Exposed var både en fullträff och en miss då några av låtarna var "tråkiga" och "aseptiska". Charlotte Robinson från Pop Matters var positiv till Exposed. Hon skrev: "Alla låtar är inte unika, men det finns inte någon direkt utfyllnad heller. Chanté Moore är långt före de flesta i samma liga". Craig Seymour från RandBeing ansåg att Moore behöll sitt "självförtroende" och "romantik" trots sina samarbeten med hiphop-producenter.
Michael A. Gonzales från tidskriften Vibe Magazine ansåg att Moore var som bäst på albumets långsamma låtar och sammanfattade sin recension med att skriva: "Exposed kanske visar Moores stilvariation men sanna fans hade kanske önskat att hon hade hållit sig borta från dansgolven och stannat i sin boudoir." NME var främst negativ i recensionen av albumet. Adenike Adenitire ansåg att Moore, trots tre album i bagaget, misslyckats att stå ut från mängden. Han skrev: "På sitt fjärde studioalbum, Exposed, visas en ny personlighet som är noterbart mera sexig och vågad. Det kanske har något att göra med hennes skilsmässa." Adenitire sammanfattade: "Moore sviker till sist sin nyfunna frigörelse, många av låtarna har låg självkänsla och vittnar om personliga plågor; Chanté vill ha sin man tillbaka." År 2015 recenserade Soul In Stereo albumet. Recensenten beklagade att Moore aldrig fått samma uppmärksamhet som andra kvinnliga sångare under 1990- och 2000-talet. Han skrev: "Hon förblev en doldis bakom mer etablerade divor under 1990-talet och var praktiskt taget helt ignorerad under tidiga 2000-talet." Exposed lyftes fram som Moores bästa album tack vare dess mångsidighet med "danslåtar" och ballader.

## Försäljning
Exposed gick in på plats 50 på den amerikanska albumlistan Billboard 200 den 2 december 2000. Det blev hennes näst högsta debutplacering på den listan efter föregångaren This Moment Is Mine som gick in på plats 31 i juni 1999. Albumet stannade på listan i totalt elva veckor och det blev fram till dess hennes tredje längsta tid på listan (A Love Supreme (1994) stannade på listan i tretton veckor medan Precious (1992) stannade på den i tjugosju veckor). På förgreningslistan Top R&B/Hip-Hop Albums blev Exposed Moores andra topp tio-album efter This Moment Is Mine. På Billboards årssammanfattning för år 2000 rankades albumet på plats 97. Internationellt missade albumet de flesta albumlistor. I Storbritannien nådde albumet som högst plats 29 på R&B-listan UK R&B Albums. I Frankrike nådde albumet som högst plats 120 på landets officiella albumlista.

## Låtlista
| 1.           | "Straight Up"             | Bryan-Michael Cox, Cynthia Loving, Jermaine Dupri  | Dupri, Cox[a]           | 3:40  |
| 2.           | "Take Care of Me"         | Chanté Moore, Tim Kelley, Bob Robinson             | Tim & Bob               | 4:03  |
| 3.           | "I'm Keepin' You"         | Colin Morrison, Katrina Willis                     | Moore, Willis           | 4:43  |
| 4.           | "Go Ahead With All That"  | Cox, Dupri                                         | Dupri, Cox[a]           | 3:47  |
| 5.           | "Bitter"                  | Moore, Willis, Phillip Stewart                     | Stewart                 | 3:11  |
| 6.           | "When It Comes to Me"     | Moore, Kelle, Robinson                             | Tim & Bob               | 4:20  |
| 7.           | "Train of Thought"        | Moore, Willis, Stewart                             | Stewart                 | 3:52  |
| 8.           | "Better Than Making Love" | Moore, James Wright, James Harris III, Terry Lewis | Jimmy Jam & Terry Lewis | 5:04  |
| 9.           | "Man"                     | Cox, Moore, Donnie Scantz, Kevin Hicks             | Cox, Scantz, Hicks      | 3:55  |
| 10.          | "You Can't Leave Me"      | Christopher Stewart, Willis, Traci Hale            | Tricky Stewart          | 3:52  |
| 11.          | "Everything We Want"      | Jamey Jaz, John "Jubu" Smith, Sherree Ford-Payne   | Jaz                     | 4:19  |
| 12.          | "Love's Still Alright"    | Moore, Wright, Harris III, Lewis                   | Jimmy Jam & Terry Lewis | 6:00  |
| Total längd: | Total längd:              | Total längd:                                       | Total längd:            | 50:41 |

Notering
- ^a  avser medproducent

## Topplistor
| Lista (1996-1997)                      | Högsta position |
| -------------------------------------- | --------------- |
| Frankrike (SNEP)                       | 120             |
| Storbritannien UK R&B Albums (OCC)     | 28              |
| USA Billboard 200                      | 50              |
| USA Top R&B/Hip-Hop Albums (Billboard) | 10              |

| Lista (1996-1997)                      | Högsta position |
| -------------------------------------- | --------------- |
| USA Top R&B/Hip-Hop Albums (Billboard) | 97              |

## Utigvningshistorik
| Land               | Datum            | Utgåva             | Format | Skivbolag  | Ref.   |
| ------------------ | ---------------- | ------------------ | ------ | ---------- | ------ |
| USA, Kanada, Japan | 14 november 2000 | Standard, Enhanced | CD     | Silas, MCA | [ 1 ]  |
| Europa             | 6 januari 2001   | Standard, Enhanced | CD     | Polydor    | [ 24 ] |